# Louis-Claude Daquin
Louis-Claude Daquin /lwi klod daˈkɛ̃/ (o d'Acquin; Parigi, 4 giugno 1694 – Parigi, 15 giugno 1772) è stato un compositore francese di origini ebraiche dei periodi barocco e galante.

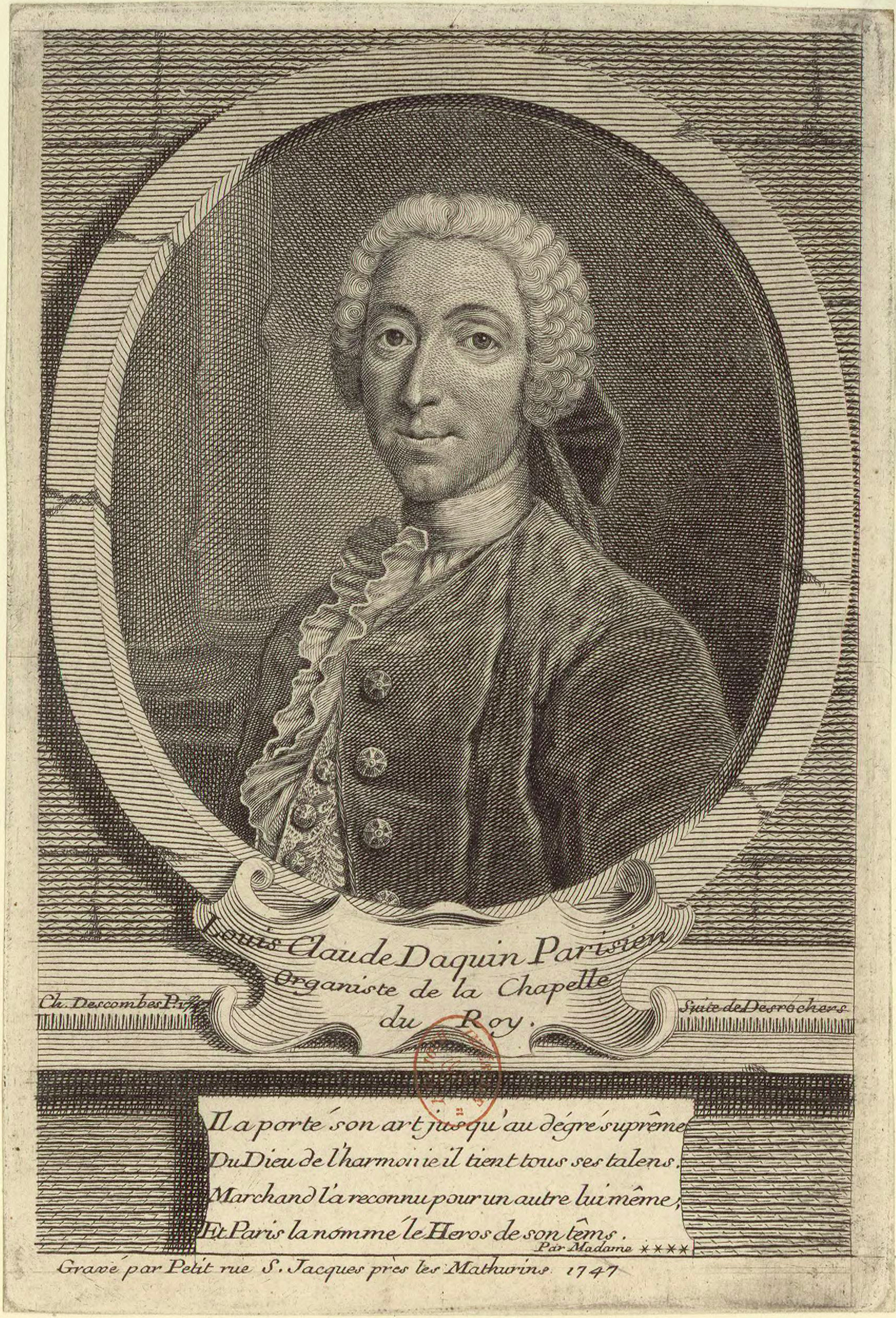

Fu un virtuoso dell'organo e del clavicembalo.

## Biografia
Louis-Claude Daquin nacque a Parigi, presso una famiglia di ebrei convertiti di Carpentras originaria dell'Italia (dove il loro nome era D'Aquino). Uno dei suoi zii insegnava ebraico nel Collegio di Francia. Daquin fu un bambino prodigio e si esibì alla corte di Luigi XIV all'età di 6 anni. Fu per un periodo allievo di Louis Marchand. All'età di 12 anni ottenne il posto di organista alla Sainte-Chapelle e negli anni seguenti ricoprì lo stesso incarico nella chiesa del Petit St. Antoine.
Nel 1727 Daquin fu nominato organista nella chiesa, ora scomparsa, di Saint-Paul-des-Champs a Parigi, al posto di Jean-Philippe Rameau. Cinque anni più tardi divenne organista, succedendo a Louis Marchand, presso i Cordeliers. Nel 1739 divenne l'organista ufficiale del re. Nel 1755 subentrò ad Antoine Calvière come primo organista nella cattedrale di Notre-Dame de Paris.
Daquin aveva la reputazione di essere uno straordinario tastierista e fu molto apprezzato dall'aristocrazia; la sua grande abilità all'organo attirava molta gente venuta per ascoltarlo. Come virtuoso organista e clavicembalista, era conosciuto per la sua "risoluta precisione".

## Composizioni
All'età di 8 anni diresse un suo salmo Beatus vir. Fra le opere che ci sono pervenute si trovano quattro suite per clavicembalo e un Nouveau livre de noëls per organo e clavicembalo (contenente molte delle sue improvvisazioni clavicembalistiche), una cantata e un air à boir. Tra le opere più famose vi è il Natale svizzero (Noël Suisse, n° XII del Nouveau livre) e Le Coucou (Il cucù) della suite per clavicembalo del 1735. Fra le particolarità tecniche presenti nei suoi pezzi, è notevole il trillo triplo contenuto nelle sue Trois cadences.

## Discografia
- Louis Claude Daquin, Opere complete per organo. Marina Tchebourkina – Organo della Cappella Reale di Versailles. — Paris : Natives Éditions, 2004. (EAN 3760075340049)